# STEAL!
《STEAL!》(일본어: スティール, 스틸)은 2009년 11월 27일에 스프레이에서 발매된 보이즈 러브 게임이다.

## 스토리
주인공 "코바야시 아스카"는 아버지의 권유로 엘리트 학교 "카이도 학원"에 전입한다.
한층 더 학원 안에서도 특별한 존재로 여겨진다. "미학 행동과"에 배속되지만, 거기는 "마뉴스피카"라고 불리는 프로 괴도 집단을 양성하기 위한 교육 기관에서 만났다.
각자가 특수한 능력을 가진다. "팀 그리프"의 일원이 되어, 아스카는 마뉴스피카가 될 수 있도록 미션으로 향해 간다.

## 등장인물
주요한 등장인물
코바야시 아스카 (小林 明日叶)
성우 : 아베 아츠시
주인공. 2월 28일 태어남. 물고기자리, 170cm, AB형. 2학년. 미션 내에서의 코드네임은 "트루아이즈".
미국에서 살고 있었지만, 사건에 말려 들어가는 것이 많아, 자신의 몸을 스스로 지키기 위해서 학원에 입학.
물건의 진짜와 가짜를 판별하는 눈 "트루아이즈"를 가진다.
유년시절, 특수 능력의 탓으로 친구에게 친숙해 지지 못하고, 스스로 그 능력을 봉했다.
세상 어긋나 하고 있지 않는, 성실하고 솔직한 성격. 단지 낯가림 기색으로, 손대어지거나 타인과 너무 가까워지는 것이 골칫거리. 입학 당초는 너무 감정을 표현하는 것도 적지만, 서서히 허물 없이 가는 모습도 볼 수 있다.
아버지의 직업은 관장으로, 현재도 외국에 있는 것이 많다.
학생 식당의 베이글과 사과 쥬스가 좋아하는 것.
후지가야 케이 (藤ヶ谷 慧)
성우 : 미도리카와 히카루
12월 24일 태어남. 염소자리, 183cm, B형. 2학년. 코드네임은 "Blue Black Jager". 통칭 "BBJ".
탁월한 신체 능력을 가져, 미션의 최전선에서 활약한다. 보우간을 소지하고 있어, 특기는 격투, 보르다링 등. 밤낮 묻지 않고, 항상 몸을 단련하고 있다.
그러나 독불 장군적 존재로, 팀내에서는 항상 고립. 회의 등에는 별로 참가하지 않는다. 팀워크가 부족한 성격.
아스카가 일본에 있는 무렵의 친구이며, 서로를 유일한 존재로 하고 있었지만, 아스카가 미국으로 이사하는 것을 계기로 소원하게 되어 버린다.
그 후, 부모님을 잃어 학원의 이사장에게 자라게 된다. 부모님을 죽인 남자에게 복수하는 것을 목적으로 해 살아 있다.
아스카와의 재회 후도 처음에는 거절을 나타내지만, 이야기 중에는 서로를 걱정하는 장면이 보인다.
고인이지만, 아버지의 직업은 조각가.
멤버를 왠지 풀네임으로 부른다. 좋아하는 것은 알의 흰자위. 좋아하는 색은 검정.
클라우디오 토모히사 롯티 (クラウディオ・智久・ロッティ)
성우 : 미우라 히로아키
3월 26일 태어남. 양자리, 188cm, O형. 2학년. 통칭 디오. 코드네임은 "언변의 이루 · 마고".
특기는 화술. 상당한 자신가로 암 모양 기질. 2학년이지만 어른스러워지고 있고, 밤놀이를 좋아하는 사람.말씨 하나로 어떤 것이라도 떨어뜨릴 수 있다고 호언 한다.
미션에서는 청년 실업가나 미술관의 관계자 등에게 분장해, 차례차례로 타겟을 속여 간다. 그 평상시와의 갭에 당초는 내일협도 아연하게로 할 정도였다.
아버지는 이탈리아의 마피아. 이야기 중도, 때때로 이탈리아어를 사용한다.
패밀리를 소중히 하는 면이 있어, 멤버와의 안은 양호하지만, 등나무골짜기와 만일 수 있는 험악한 사이이다.
좋아하는 색은 롯소코르사.
니카이도 료이치 (二階堂 亮一)
성우 : 마에노 토모아키
7월 31일 태어남. 사자자리, 182cm, AB형. 3학년. 코드네임은 "반상의 게임 마스터". 팀 그리후의 리더. 네모진 안경을 쓰고 있다.
특기는 전술. 미션의 작전을 생각하거나 팀의 총지휘를 취하고 있다.
성격은 매우 온순하다. 전입해 얼마 되지 않은 아스카에 학원을 안내하거나 무엇인가 돌봐 주는, 그리후의 엄마적 존재.
항상 주위를 염려하는, 부탁한 보람이 있는 상급생으로 보이지만, 자신가 되면 즈보라로, 매우 인간미가 있는 인물.
역사나 미학을 좋아하고, 한 번 온축을 이야기 내면 멈추지 않는다고 하는 버릇이 있다. 이 부분은 팀 멤버로부터 악평이며, 본인도 자각하고 있다.
친가는 여관을 영위하고 있다. 5명 경대의 장남. 친가로부터 보내져 오는 물고기를 보기 좋게 처리하는 씬도 볼 수 있다.
체스가 자신있고, 전일본 쥬니어 챔피언이었던 경력을 가진다.그 때 넷상에서 만난 인물에게, 마뉴스피카의 일을 (들)물어, 학원에 입학했다.
그림이나 노래에 약하고, 미술 센스가 매우 유감.샌들은 세련된 것 같다.
미션시에 사용하는 코드네임은 그가 붙이고 있는 것이다.
좋아하는 색은 청자색. 좋아하는 것은 카레.
키류 타카유키 (桐生 崇征)
성우 : 카미야 히로시
1월 25일 태어남. 물병 자리, 180cm, A형. 3학년. 코드네임은 "불가시 되는 침입자(인비저블 해커)". 은테의 안경을 쓰고 있다.
특기는 프로그래밍, 해킹 등 기계계 전반. 잠입처의 여러 가지 정보를 해킹해, 개찬하는 것이 주된 역할로 하고 있다. 그 외 폭탄의 작성도 실시한다.
매우 냉철한 실력주의자. 마뉴스피카에 대해서조차 회의적이고, 아스카에 대해서도 무엇인가 차가운 말을 퍼붓는다.
미션 중도 독자로 정보를 필요 이상으로 입수하는 등, 꽤 공격적인 성격이다.
실은 타멤버와는 서 위치가 다르기 위해, 이야기 후반으로는 단독 행동에 나오기도 한다.
입학 당초부터 풍모가 변함없는 것 같다.
좋아하는 색은 실버 그레이. 좋아하는 것은 브르스트.
나카가와 마토리 (中川 眞鳥)
성우 : 테라시마 타쿠마
5월 30일 태어남. 쌍둥이자리, 178cm, A형. 3학년. 코드네임은 "우아한 페노메나".
특기는 자물쇠 파기. 또, 비정상으로 손끝이 기용. 미션으로도 모든 열쇠를 눈 깜짝할 순간에 열어 보인다.
우아한 풍모와 행동거지로, 항상 여유를 방문하게 하는 괵볼거리가 없는 분위기를 가지고 있다.
맛사지가 자신있고, 아스카나 료이치도 신세를 지고 있다.
저혈압으로 아침에 약하고, 기분이 안좋아 진다고 말씨가 흐트러져 "베란메에 조"가 되어 버린다.
무슨 일도 한 걸음 끌었는데로부터 즐기는 타입으로, 팀메이트에게 적극적으로 관련될 것은 없지만, 팀이나 멤버의 핀치를 구하거나 하는 장면도 볼 수 있다.
어떤 비밀을 가지고 있어 이야기중에서도 가끔 사원 다툰다.
히로를 개, 태양을 왕개, 케이를 재규어씨, 키류를 타카라고 부르는 드문 인물.
좋아하는 색은 파랑.
쿠스모토 하지메 (楠本 興)
성우 : 호리에 카즈마
9월 3일 태어남. 처녀자리, 181cm, B형. 3학년. 코드네임은 "이노센트 레플리카".
본 것만으로 것의 사이즈가 모두 정확하게 안다고 하는 눈을 가진다. 또, 위조품을 단시간에 정밀하게 제작할 수 있는 천재 위조품사이다.
자신 힘에 절대의 자신을 가지고 있기 위해, 위조품이외 빠지는 것으로 관심이 없고, 흥미가 없는 상태가 계속되면 어디에서라도 자 버린다.
말이 도중에서 끊어져 도중에서 끊어지는 거야, 독특한 말투를 한다. 말수는 적지만, 말하고 싶은 것은 분명히 말하는, 아이와 같이 솔직한 성격.
너무 특별한 능력을 위해서 실생활에서도 고생하는 일이 있어, 특수한 눈을 가지는 내일협과 서로 서로 공감하는 부분이 있다.
명문 수복사의 일가의 막내이며, 조부의 좋은 청구서를 지켜 안 되었지만, 한 번만 찢어 버린 과거가 있다.
실천 훈련이나 체력 만들기의 수업에는 흥미가 없기 때문에 참가하지 않지만, 독자적으로 무술을 습득하고 있어, 꽤 체력이 있다.
종이접기가 자신있고, 만든 것을 선물 해 주기도 한다.
마이 페이스끼리 기분이 만나는지, 의외롭게도 히로와 사이가 좋다.
좋아하는 색은 잊어풀의 파랑. 좋아하는 음식은 낫토로, 라도 걸쳐 먹는다.
우에사토 히로 (上里 ヒロ)
성우 : 타치바나 신노스케
10월 7일 태어남. 저울자리, 168cm, B형. 1학년.코드네임은 "wicked nail".
특기는 준민한 몸놀림을 살린 스릴, 변장.
장난이나 타인에게 참견을 하는 것을 좋아하는 천진난만한 성격으로, 미션중도 무심코 장난이 지나 버리는 일이 있다.
미국 태생인 유익이나 손윗사람에게도 사양이 없고, 당연한 듯이 상급생을 별명으로 불러, 타메구에서 이야기한다.또, 좋아와 싫지만 분명하게 하고 있다.
귀여운 구라고 멋진 것에 보는 눈이 없고, 네일아트나 옷의 리메이크, 허브티가 취미. 중지만 조를 검게 바르고 있다. 얼굴 생김새, 복장도 화려하고 눈을 끄는 존재이다.
아버지는 해외에서도 활약하는 일류의 메이크업 아티스트. 할리우드 교육의 특수 메이크를 히로도 변장에 사용하고 있다.
타이요와는 견원지간이지만, 2명이 말다툼 하는 모습은 매우 아이 같고 미소해 있다.
좋아하는 색은 분홍. 좋아하는 음식은 케이크.
츠치야 타이요 (土屋 太陽)
성우 : 사사다 타카유키
6월 24일 태어남. 게자리, 177cm, O형. 1학년. 코드네임은"전광석화 막 나가는 라이더".
특기는 운전. 기구나 보트 등, 어떤 탈 것이라도 타 해낼 수 있다. 하지만, 조금 난폭한 것이 난점.
그리후가 집단에서 이동하기 위한 밴의 운전도 담당. 자신용의 오토바이는, 과거에 태양이 달려 가게 팀에 소속해 있던 당시부터, 애용하고 있는 것이다.
성격은 이른바 헤타레로 너무 머리가 좋지 않다. 선배에게는 「스!」어조로 이야기한다. 바쁘게 움직이고 있기 때문에, 항상 배를 비워 두고 있다.
의협심 넘치는 디오를 형이라 불러 따르고 있다. 아스카의 일도 존경하고 있어, 티없게 말을 건네 온다. 기쁜 듯이 가까워져 오는 모습은, 대형 개같다.
히로와는 견원지간이지만, 태양이 먼저 바보로 되는 케이스가 많다.
부모도 원얀이다.
그 외의 등장인물
무슈 (ムッシュー)
체형 100cm, 8세
일찍이 마뉴스피카개로서 활약하고 있던, Irish 우르후하운드라고 하는 종류의 나가모우인 초대형개.
현재는 고령 때문에, 은퇴하고 기숙사에서 길러지고 있다. 그리후의 라운지에 있는 것이 많아, 카페트가 마음에 드는 것인것 같다.
영리하고, 공기를 읽을 수 있는 개.
료이치를 시작해 그리후의 멤버가 보살펴 주고 있다.
카이도 세이이치로 (魁堂 静一郎)
성우 : 미야케 쥰이치
176cm, A형. 34세
마뉴스피카 총리일장의 아들로, 카이도 학원의 이사장.
언행이나 짚일까 인상이지만, 아버지의 의지를 이어, 유능한 인재를 기르는 것을 제일로 생각하고 있기 때문에, 때에 그리후에 차가운 현실을 들이대기도 한다.
꽃의 품종 개량이 취미로, 유독 식물을 잘 안다.
약을 사용해 사정이 좋지 않은 기억을 지울 수도 있는 것 같아서, 다수의 독물을 소지하고 있다고 생각된다.
크레고리 호크 (グレゴリー・ホーク)
성우 : 사토 마사하루
호크 패밀리라고 하는 마피아의 보스면서, 일찍이 마뉴스피카에 소속해 있던 인물.
사상의 차이로부터 마뉴스피카로부터 배반하게 되었지만, 그 다음은 스스로가 재보를 손에 넣기 위해, 여러 가지 방법으로 나쁜 짓을 하게 되었다.
각 캐릭터가 호크와 하등의 형태로 인연을 가지고 있다.
스토리 종반에서는 "트루아이즈"를 가지는 사람으로 밖에 열 수 없는 유적의 문을 열기 위해서, 직접 아스카를 노려 온다.

## 스탭
- 시나리오 : 슈 카오리 / 도키노 츠바키
- 원화 : 아카네 메이코

- 주제가:「TRUE EYES」

작사 : ask, 작곡 : C.G mix, 노래 : C.G mix (I've)

## 관련 아이템

### CD
드라마 CD
- Drama CD STEAL! 1st.mission - 2010년 7월 22일 발매
- Drama CD STEAL! 2nd.mission - 2010년 8월 13일 발매
- Drama CD STEAL! 사랑하는 Valentine - 2011년 2월 23일 발매
- Drama CD STEAL! 사랑받는 Whiteday - 2011년 3월 24일 발매

음악 CD
- STEAL! O.S.T. - 2010년 2월 28일 발매

### 서적
- STEAL! 공식 비주얼 팬 북 - 2010년 6월 25일 발매

소설
- STEAL! 디오편 - 2010년 9월 17일 발매